# Lynne Stewart
 (mars 2017).
Si vous disposez d'ouvrages ou d'articles de référence ou si vous connaissez des sites web de qualité traitant du thème abordé ici, merci de compléter l'article en donnant les références utiles à sa vérifiabilité et en les liant à la section « Notes et références ».
Pour les articles homonymes, voir Stewart.
Lynne Irene Stewart, née le 8 octobre 1939 à Brooklyn (New York, État de New York) et morte le 7 mars 2017 dans la même ville, est une avocate et militante politique américaine.
Lynne Stewart est une ancienne avocate qui a défendu des personnalités très controversées. Elle a elle-même été inculpée pour complot, pour avoir fourni des informations à des terroristes en 2005, ce qui lui a valu une peine de 28 mois d'emprisonnement. Son inculpation pour délit lui a fait perdre son droit d'exercer au barreau. Elle a été inculpée pour avoir transmis des informations entre son client Cheikh Omar Abdel Rahman, un religieux égyptien accusé d'avoir planifié des attaques terroristes, et les membres de son réseau Gamaa al-Islamiya, un réseau reconnu comme terroriste par la défense américaine.
Elle fut re-condamnée le 15 juillet 2010 à 10 ans d'emprisonnement pour les informations inexactes qu'elle a livrées lors de son premier procès, et pour le manque de remords dont elle fit preuve après sa première condamnation. Elle a été incarcérée au pénitencier FMC Carswell à Fort Worth au Texas.

## Biographie
Lynne Stewart est la fille de parents germano-suédois d'un côté, et anglo-irlandais de l'autre. Elle a grandi dans les quartiers de Bellrose et du Queens, et était inscrite à l'école Martin Van Buren High Scool. Elle a suivi un cursus supérieur au Hope College, American University, et a obtenu un B.A. en sciences politiques au Wagner College. Elle a ensuite obtenu un master en recherches documentaires au Pratt Institute, et un doctorat à l'école Rutgers Scool of Law de Newark.
Lynne Stewart pense que la violence est parfois nécessaire pour corriger les injustices avérées du capitalisme. Elle déclare ne pas « croire en la violence anarchique mais à la violence ciblée », la violence ciblée étant « des violences qui ciblent des institutions qui perpétuent le capitalisme, le racisme, le sexisme, et qui ciblent les personnes qui sont désignées comme défenseurs de ces institutions, et qui sont accompagnés d'une approbation populaire. »

### Carrière d'avocate
Lynne Stewart fut admise à la barre de l'état de New York le 31 janvier 1977. Durant toute sa carrière, elle a autant défendu des personnes désavantagées financièrement que des personnalités. Elle se qualifie d' « avocat du mouvement » qui trouvait un plus grand intérêt à défendre les intérêts politiques de ceux qu'elle défendait, au lieu de s'attarder sur les chefs d'accusation qui les incriminaient.
Lynne Stewart a défendu David Gilbert, membre de Weather Underground, qui a été reconnu coupable pour le braquage de la Brink's de 1981, durant lequel deux agents de police et un agent de sécurité ont été tués. En 1991, Lynn Stewart a été contrainte (subpoena) de s'expliquer à propos d'un arrangement de paiement avec le membre d'un gang qu'elle défendait sur une affaire de trafic de drogue. Elle refusa de se plier à cette demande et plaida coupable de contempt of court (désobéissance envers la justice) , un délit pénal qui ne lui fit pas perdre son statut d'avocat. Un autre de ses clients fut Willie Holder, membre des Black Panther, qui a pris en otage le vol 701 de Western Airlines le 2 juin 1972, pour tenter en vain de négocier la libération d'Angela Davis.
Lynn Stewart s'est également associée à William Kunstler pour défendre Larry Davis, incriminé pour la tentative de meurtre sur neuf policiers de la NYPD lors d'une fusillade, ainsi que pour le meurtre de quatre dealers du Bronx. Les avocats sont parvenus à obtenir l'acquittement sur les charges de meurtre et tentatives de meurtre, mais Larry Davis fut tout de même condamné pour possession d'armes. Après ce procès, Stewart s'est éloignée de Kunstler, sentant que ce dernier monopolisait la publicité autour de cette affaire sans lui rendre ce qui lui était dû. Même Larry Davis pensa que Stewart a été instrumentalisée dans son acquittement, en déclarant que « Tout le monde pense que Kunstler a bouclé l'affaire. Lynne a bouclé l'affaire ».

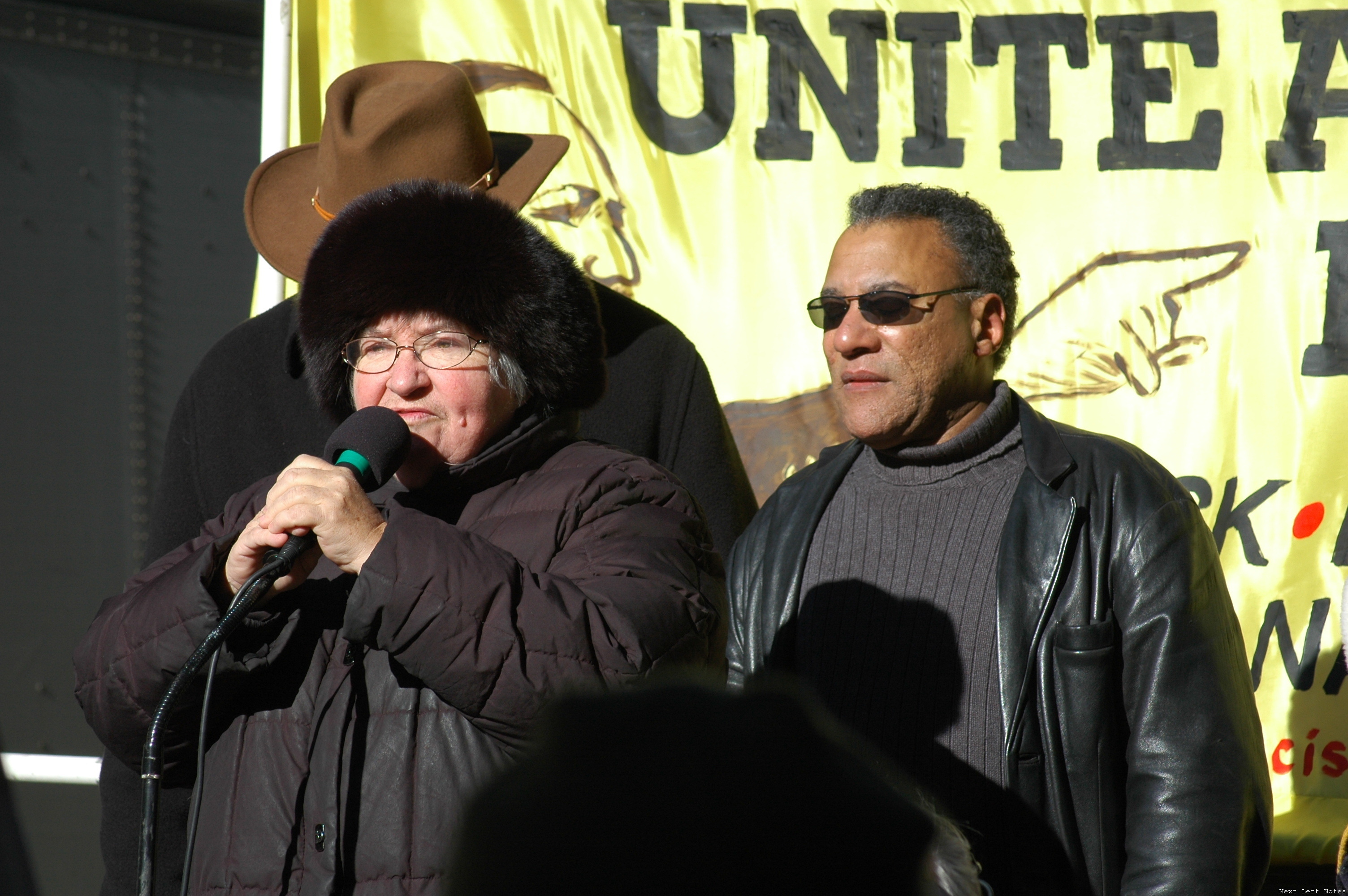
Lynne Stewart et Larry Holmes lors de la marche contre le racisme en 2008 à New York.

Un autre client de haut rang de Lynn Stewart fut Sammy Gravano (Sammy “the Bull” Gravano) et son fils qu'elle défendit sans succès sur une affaire de trafic d'ecstasy. Lynn Stewart affirme que tous ses clients ont en commun d'être des révolutionnaires contre l'injustice du système, ou pour lesquels leurs procès illustrent ces injustices. Cependant, contrairement à tous les « avocats du mouvement » qui avaient des relations plutôt difficiles avec les magistrats, Andrew McCarthy (magistrat de l'État de New York) trouvait que Lynne Stewart était raisonnable et cohérente.
Elle a également défendu Omar Abdel Rahman (dit « Le Cheik aveugle ») terroriste et  chef spirituel de la Gamaa al-Islamiya. Quelques mois après le 11 septembre 2001 elle est accusée d’avoir contrevenu aux mesures administratives spéciales (Special Administrative Measures, SAM) du bureau américain des prisons (US Bureau of Prisons). Elle avait été obligée de signer ces mesures pour pouvoir défendre le Cheik Omar-Abdel Rahman. Ce n’est que le 9 avril 2002 qu’elle est arrêtée à son domicile par le FBI. Le soir de son arrestation, John Ashcroft, ministre de la Justice des États-Unis, a déclaré à toute l’Amérique que Lynne Stewart était une traîtresse à la nation.